# Fass
Fass, förkortning för Farmaceutiska Specialiteter i Sverige, är en sammanställning av läkemedelsfakta från läkemedelsindustrin till olika förskrivare av läkemedel och apotekspersonal. Det är en av Läkemedelsindustriföreningens Service AB utgiven informationsdatabas avsedd för läkare, tandläkare, sjuksköterskor, farmaceuter och annan sjukvårdspersonal som hanterar läkemedel. Fass i bokform kom ut första gången 1966.
Sedan 2001 finns Fass och Fass Vet. som en del av Läkemedelsportalen Fass.se. Där finns även informationen i det informationsblad, bipacksedel, som finns i varje läkemedelsförpackning. I juni 2005 var Fass.se, enligt ett pressmeddelande, världens mest besökta webbplats för läkemedelsinformation, med mer än 4 miljoner unika besök.
Upplagan för 2015 var den sista tryckta versionen av Fass och därefter är Fass endast finnas tillgänglig genom elektroniska kanaler såsom Fass.se.
Läkemedel för behandling av djur finns beskrivna i Fass Vet., som utkom som bok första gången 1973. Upplagan för 2015 var den sista tryckta versionen av Fass och Fass Vet., därefter finns information om djurläkemedel enbart tillgänglig via elektroniska kanaler såsom Fass.se och appen Fass Veterinär.
Beskrivningarna av enskilda läkemedel som finns på Fass.se är baserade på den information i produktresuméer och bipacksedlar som godkänts av Läkemedelsverket eller Europeiska läkemedelsmyndigheten.